# Стягнення боргів
Стягнення (повернення) боргів (також інкасування боргів) — процедура, що передбачає два етапи: досудовий та судовий.

## Досудовий етап
На досудовому етапі є можливість досягти домовленості з боржником про реструктуризацію боргу або повернення боргу частинами, що влаштовують обидві сторони. Це оптимальний варіант для швидкого отримання заборгованості.

### Розглянемо цей варіант на прикладі
В ході переговорів сторони підписали акт звіряння взаєморозрахунків, що підтверджує заборгованість та уклали угоду про повернення боргу по частинах. В угоді зазначено, що в разі прострочення повернення заборгованості на 1 день, кредитор має право перейти до судової процедури стягнення заборгованості.
Наступний етап у поверненні боргу — це виставлення претензії кредитором боржнику. Претензія є початком судового етапу стягнення заборгованості, оскільки при пред'явленні позову до позовної заяви треба додати документ, що підтверджує прагнення сторін у досудовому порядку врегулювати суперечку.
У претензії необхідно вказати підставу щодо виникнення боргу, суму боргу, розрахувати відсотки за користування чужими коштами або штрафні санкції, вказані в договорі. Надалі під час пред'явлення позову це заощадить кількість судових засідань, якщо буде потрібно збільшити суму позову. У позовній заяві можна вказати суму до стягнення що не перевищує суму, яку вимагали в претензії. Збільшення суми позову вимагатиме складання додаткових документів і доплати державного мита.
Претензія направляється за юридичною адресою боржника. До суду немає потреби надавати документ, котрий підтверджує отримання претензії боржником — достатньо надати квитанцію про відправлення рекомендованим листом.
У претензії вказується термін на добровільне погашення заборгованості боржником. У разі не перерахування грошових коштів або неповне перерахування коштів у зазначений термін, можна подавати позов до суду.
Отже, ми переходимо до наступного кроку — подання позовної заяви до суду.

## Судовий етап
Складання позовної заяви, як і складання претензії, вимагає великої уваги. Важливо вказати статті законодавства, всі документи, що є підставою для виникнення боргу, розмір боргу, розрахувати штрафні санкції, вказати на досудове врегулювання спору та докласти всі документи які підтверджують заборгованість. Склавши позовну заяву і зібравши додатки до неї, один примірник треба направити відповідачу. У цивільному судочинстві примірник документів для відповідача направляє суд, тому, подаючи документи до суду, необхідно подбати про належну їх кількість.
В господарському судочинстві документи відповідачу направляються позивачем і до суду необхідно надати документ про їх відправлення.
Але, навіть подавши позов до суду є можливість вирішити питання мирним шляхом і в стислі терміни.

### Розглянемо цей варіант на прикладі
Компанія А. винна компанії Б. 100 000 гривень. Заборгованість підтверджена документами і керівництво компанії Б. звернулася за стягненням заборгованості до юристів. Насамперед, юристи запропонували вийти на переговори з боржником, але керівництво компанії Б. наполягало на судовій процедурі стягнення боргу. Юристи провели претензійну роботу, подали позовну заяву до суду. Коли до судового засідання залишалося 2 тижні, юристи знову запропонували провести переговори з боржником. Цього разу керівництво компанії Б. погодилось на проведення перемовин.
Метою переговорів було знайти компроміс: запропонувати компанії А. варіант погашення боргу частинами, що влаштовує компанію Б. Оптимальний варіант був знайдений: компанія А. була готова погасити борг за 4 місяці в добровільному порядку рівними частинами. До суду було узгоджено текст мирової угоди. На першому ж засіданні в суді текст мирової угоди був підписаний сторонами і затверджений суддею. Затверджена мирова угода має силу виконавчого документа. Це означає, що у разі порушення строків виплати, зазначених у тексті мирової угоди, компанія Б. може пред'явити затверджену мирову угоду до суду для видачі виконавчого листа для служби судових приставів.
Укладення мирової угоди заощадило компанії Б. щонайменше 6 місяців для отримання заборгованості.

## Врахування важливих факторів
Приймаючи рішення про початок судового повернення боргу необхідно тверезо оцінювати свої можливості і, звичайно ж, можливості опонента. Судовий розгляд рясніє можливостями щодо затягування процесу. Рішення першої інстанції, винесене на користь кредитора, без сумніву буде оскаржене боржником. На оскарження рішення першої інстанції чинним законодавством відводиться місяць для апеляційної скарги і два місяці для касаційної. Далі стороні, на користь якої буде винесено рішення, видається виконавчий лист. Виконавчий лист пред'являється в службу судових приставів.
Як можна зрозуміти, судове стягнення боргу справа тривала і витратна, оскільки юристи не будуть працювати без оплати своїх послуг. У судовому процесі може виникнути необхідність в оплаті експертизи.
Починаючи судовий спір важливо оцінити бюджет, який для цього знадобиться.
Перед початком судових розглядів рекомендується перевірити боржника по відкритим базам офіційних органів на предмет наявності поточних судових спорів, відсутності процедур банкрутства, реєстрації в Єдиному державному реєстрі юридичних осіб та фізичних осіб-підприємців і таке інше.

## Післясудовий етап
Стягнення боргів після отримання рішення суду. Здебільшого, на післясудовому етапі стягнення дебіторської заборгованості, більшість компаній змушена чекати результатів роботи судових приставів. При цьому, кошти, депоновані позичальнику, з обороту витягуються, що веде до додаткових фінансових втрат.
Слід розуміти, що сьогодні, дебіторська заборгованість на будь-якій стадії і з будь-яким набором підтверджувальних документів є товаром. І тому підлягає купівлі та продажу. Серед потенційних покупців боргу можна виділити наступних зацікавлених осіб:
1. Компанія конкурент.
2. Колекторське агентство.
3. Електронна біржа дебіторів.

Зі свого боку, остання забезпечує якнайбільшу анонімність та безпеку для проведення подібних операцій, оскільки з усіма учасниками підписуються відповідні угоди.